# Bejeweled Stars
Bejeweled Stars es un juego de combinación de fichas desarrollado por PopCap y publicado por Electronic Arts. Es el tercer título derivado de la serie y el primero en debutar en dispositivos inteligentes. El juego se lanzó en Canadá en diciembre de 2015 y se lanzó en todo el mundo el 10 de mayo de 2016.
A diferencia de los juegos anteriores de la serie, Bejeweled Stars se centra en completar niveles, similar a Candy Crush Saga. Una vez que el jugador ha completado un nivel, se desbloquea el siguiente. Cada nivel tiene su propio objetivo, y algunos niveles presentan al jugador diversas mecánicas de juego, como corrientes, nubes, gemas especiales y otros objetivos únicos.

## Trama
Corvus the StormCrow crea un poderoso objeto en el PowerLab que accidentalmente rompe las constelaciones en el cielo, dispersando las estrellas por la tierra. Felis the StarCat y Corvus le piden ayuda al jugador para reconstruir las constelaciones.

## Jugabilidad
Al igual que los otros juegos de la serie, Bejeweled Stars implica que el jugador intercambie dos gemas adyacentes para crear una línea de tres o más gemas. Cuando esto ocurre, las gemas emparejadas desaparecen del tablero y otras gemas caen, creando potencialmente cascadas. Combinar cuatro o más gemas puede crear gemas especiales, que pueden destruir varias gemas a la vez. Combinar cuatro gemas seguidas o crear un espacio de 2x2 de gemas del mismo color creará una gema de llama, que explota y destruye las ocho gemas que la rodean. Hacer una combinación en forma de T, L o + crea una gema estrella, que destruye todas las gemas en su fila y columna. Crear una combinación de cinco gemas seguidas crea un Hyper Cube, que destruye todas las gemas de su color cuando se intercambia con una gema. Si se hace una combinación de seis gemas o más, se formará una DarkSphere, que convierte todas las gemas del color de la gema intercambiada en hipercubos. Stars agrega la capacidad de fusionar las habilidades de las gemas especiales intercambiando dos gemas especiales adyacentes (por ejemplo: intercambiar dos gemas de llama crea una explosión más grande, mientras que intercambiar un hipercubo con una gema estelar convierte todas las gemas de su color en gemas estelares). etc.).
A diferencia de las entradas anteriores de la serie, Bejeweled Stars implica el uso de completar niveles con diferentes objetivos, con un número limitado de movimientos que el jugador puede realizar. Los objetivos y movimientos que el jugador puede realizar difieren entre cada nivel (por ejemplo: el jugador debe eliminar toda la grava del tablero en 25 movimientos, eliminar 40 gemas rojas en 30 movimientos, etc.). La forma, el tamaño y el diseño del tablero difieren según las etapas, pero siempre están por debajo de 10x10. Las gemas no se pueden mover a espacios vacíos, a diferencia de las entradas anteriores. Por primera vez en la serie, pueden aparecer huecos dentro del tablero de juego. Las gemas también pueden caer en diagonal en espacios vacíos que tienen espacios encima. Varios tableros tienen trucos que ayudan o dificultan el progreso del jugador (por ejemplo: las corrientes cambian las posiciones de las gemas en la parte superior a la dirección indicada cada vez que se realiza un movimiento, las nubes permiten al jugador mover las gemas en la parte superior a una ranura de nube vacía que deseen sin usar un movimiento, y más). Completar un nivel le otorga al jugador hasta tres estrellas, y la cantidad de estrellas recibidas está determinada por la puntuación total obtenida en ese nivel. Obtener estrellas forma parte de varias constelaciones, que desbloquean poderes en el PowerLab cuando se completan por completo, además de monedas y huevos que se otorgan al completar varias piezas de una constelación.
Cuando no es posible ningún movimiento, todas las gemas del tablero (excepto las gemas especiales) se revuelven. La cantidad de colores de gemas comienza en una pequeña cantidad, pero comienza a aumentar a medida que avanza el nivel, hasta que los 7 colores están presentes, lo que hace que sea más difícil hacer combinaciones. Se pierde un nivel cuando el recuento de movimientos llega a cero o una mariposa se escapa del tablero de juego. Perder o abandonar un nivel restará una vida de la barra de vida (que está representada por un corazón). Cuando no hay más vidas presentes, el jugador no puede jugar hasta que tenga al menos una vida. Las vidas se regeneran una cada 30 minutos y generarán un máximo de cinco vidas (pero se pueden ampliar a seis mediante una compra dentro de la aplicación), se pueden regenerar gastando monedas o se pueden recibir de otros amigos de Facebook. Los jugadores pueden ganar premios de vida ilimitados en ciertas ocasiones, lo que convierte la barra de vidas en oro, lo que otorga juego infinito durante un corto período de tiempo.
Ocasionalmente, durante el juego, aparecen en el tablero gemas normales especiales conocidas como SkyGems, que se pueden recolectar como ingredientes para usar en el PowerLab. PowerLab es una característica que permite al jugador crear potenciadores usando las SkyGems recolectadas. Una vez que un poder comienza a crearse, el jugador debe esperar hasta que se complete, o puede ver un anuncio o gastar monedas para acelerar la creación.
Las características adicionales incluyen objetos coleccionables conocidos como Emojis (conocidos como Charms en versiones anteriores), que se utilizan para la biografía del jugador y para responder las preguntas de Yama, un sistema de caja de botín conocido como Pollo Sorpresa y un desafío que se actualiza diariamente. Los eventos que ocurren en el juego generalmente pueden transformar algunas gemas en ciertos objetos que llenan un medidor de eventos, lo que puede otorgar premios especiales.

## Lanzamiento
Bejeweled Stars se lanzó originalmente en Canadá bajo el título Bejeweled Skies en diciembre de 2015. El juego sufriría muchos cambios después del lanzamiento del juego a través de actualizaciones. El 26 de septiembre de 2016 se lanzó una versión HTML5 para Facebook Una versión reducida del juego se lanzó en la plataforma Pogo el 25 de julio de 2020.

## Recepción
Bejeweled Stars recibió críticas mixtas, con una puntuación agregada de 73/100 en Metacritic para la versión de iPhone/iPad, basada en 4 reseñas.